# Jaskinia Krubera

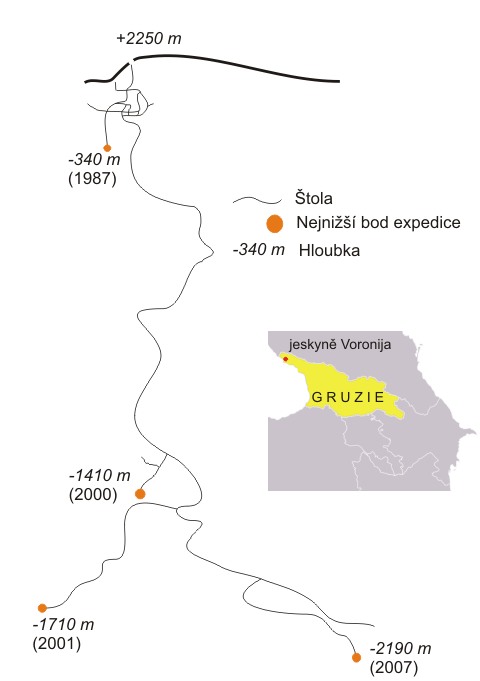
Przekrój Jaskini Krubera

Jaskinia Krubera (Jaskinia Wronia, ru. Пещера Крубера-Воронья) – obecnie druga najgłębsza znana jaskinia na świecie.
W roku 2007 osiągnięto w niej głębokość 2190 m. Eksplorowana była głównie przez ukraińskich i rosyjskich speleologów, część w ramach projektu „Zew otchłani” wspieranego m.in. przez National Geographic. Znajduje się w masywie Arabiki.
Wynik ten poprawiony został w 2012 roku przez ekspedycję zorganizowaną przez Ukraińskie Towarzystwo Speleologiczne (UkrSA). Poprawiła ona o 6 m poprzedni rekord ustanowiony w 2010 roku przez speleologów rosyjskich. W ekspedycji uczestniczyło blisko 50 osób z 11 krajów, najwięcej z Rosji, Ukrainy, Izraela i Hiszpanii. Podczas wyprawy doszło do nieszczęśliwego wypadku, życie stracił jeden z grotołazów zablokowany przez syfon wodny. Grotołazi z Izraela dotarli do niego po 30 godzinach. To dzięki tej akcji ratowniczej, rozpoczętej na głębokości 2080 m, pokonując podziemny zbiornik wodny, osiągnęli rekordową głębokość, na której panuje już stała temperatura +2 °C.

## Polskie ekspedycje
Pierwszymi Polakami, którzy zeszli na dno jaskini, przekraczając głębokość 2000 m w roku 2005, byli Łukasz Wójtowicz oraz Artur Nowak.
W sierpniu 2006 roku odbyła się do tej jaskini jedna z ekspedycji eksploracyjnych, w której wśród ponad 60 grotołazów z różnych państw znalazło się 7 Polaków:
- Marcin Furtak, Tomasz Kuźnicki, Daniel Oleksy, Rafał Wójcik – Speleoklub Bobry Żagań
- Marcin Przybyszewski, Krzysztof Furgał – Sekcja Grotołazów Wrocław
- Maciej Pętlicki – Sudecki KW / Sekcja Grotołazów Wrocław

W czasie ekspedycji 4 grotołazów z Polski (Krzysztof Furgał, Maciej Pętlicki, Marcin Przybyszewski, Marcin Furtak) przekroczyło głębokość 2000 m. Polacy po Rosjanach i Ukraińcach stali się trzecią narodowością pod względem liczby ludzi, która zeszła w jaskiniach tak głęboko.
14 sierpnia 2014 grupa polskich grotołazów z Wielkopolskiego Klubu Taternictwa Jaskiniowego w składzie Amadeusz Lisiecki, Michał Macioszczyk, Dorota Drzewiecka (pierwsza Polka na „Game Over”), Wojtek Hołysz i Bogdan Guzik dotarła do dna jaskini zwanego „Game Over” znajdującego się na głębokości 2080 m. Dwa dni później, 16 sierpnia 2014, miejsce to osiągnęli również Kazimierz Szych (mając 62 lata, stał się najstarszą osobą na „Game Over”) oraz Miłosz Forczek.
13 sierpnia 2015 r. trzyosobowa grupa grotołazów z Polski w składzie Amadeusz Lisiecki, Tomasz Krotowski i Maciej Janiszewski dotarła na głębokość -2140 m do miejsca, gdzie rozpoczyna się syfon wodny Dva Kapitana. Dotarcie tam wymagało nurkowania w syfonach wodnych Bermuda, Kvitochka oraz Podnyr.
W sierpniu 2016 r. wyruszyła wyprawa Wielkopolskiego Klubu Taternictwa Jaskiniowego, która miała na celu pobicie polskiego rekordu głębokości. W dniu 8 sierpnia 2016 r. zespół grotołazów w składzie: Michał Macioszczyk, Michał Amborski i Kuba Kujawski dotarł do syfonu Dva Kapitana (-2140 m), w którym to Michał Macioszczyk wykonał 24-minutowe nurkowanie na głębokość 20 metrów, przez co jako pierwszy Polak osiągnął -2160 m.